# Satellite Award/Film/Bester Tonschnitt
Mit dem Satellite Award Bester Tonschnitt werden die herausragenden Leistungen der Tontechniker eines Films geehrt. Diese Auszeichnung wird seit 1999 verliehen.
| Statistik (bis einschließlich Satellite Awards 2024) |                                                  |
| Am häufigsten honorierte Tontechniker                | Richard King (vier Siege)                        |
| Am häufigsten nominierter Tontechniker               | Andy Nelson (14 Nominierungen, davon drei Siege) |
| Am häufigsten nominierter Tontechniker ohne Sieg     | Ron Bartlett (acht Nominierungen)                |

Es wird immer jeweils die Tontechnik eines Films des Vorjahres ausgezeichnet.

## Nominierungen und Gewinner

### 1999–2009
| Jahr | Preisträger                                                                              | Film                                        | Nominierungen |
| 1999 | Gary Alper, Skip Lievsay und Frank Morrone                                               | Sleepy Hollow                               | Elmo Weber, Martin Müller und Jerry Boys für Buena Vista Social Club Paul Conway und Edward Tise für Eyes Wide Shut Jing Tao für Der Kaiser und sein Attentäter Allan Byer und Michael Kirchberger für The Sixth Sense Tom Bellfort, Ben Burtt und Matthew Wood für Star Wars: Episode I – Die dunkle Bedrohung |
| 2000 | Frank E. Eulner                                                                          | Dinosaurier                                 | Graham Headicar und James Mather für Chicken Run – Hennen rennen Eugene Gearty für Tiger and Dragon Mark P. Stoeckinger für Mission: Impossible II Keith A. Wester für Der Sturm |
| 2001 | Gethin Creagh, Christopher Boyes, Michael Semanick und Hammond Peek                      | Der Herr der Ringe: Die Gefährten           | Daniel Hamood für Hedwig and the Angry Inch Howell Gibbens für Jurassic Park III Guntis Sics für Moulin Rouge Ricardo Steinberg und Tim Cavagin für The Others |
| 2002 | Larry Blake                                                                              | Solaris                                     | Philip Stockton für Gangs of New York Hammond Peek, Christopher Boyes, Michael Semanick und Michael Hedges für Der Herr der Ringe: Die zwei Türme Richard Hymns und Gary Rydstrom für Minority Report Richard King für Signs – Zeichen |
| 2003 | Richard King, Paul Massey, Doug Hemphill und Art Rochester                               | Master & Commander – Bis ans Ende der Welt  | Mark Ulano, Michael Minkler, Myron Nettinga und Wylie Stateman für Kill Bill – Volume 1 Mark P. Stoeckinger für Last Samurai David Farmer, Ethan Van der Ryn und Mike Hopkins für Der Herr der Ringe: Die Rückkehr des Königs Alan Robert Murray, Bub Asman, Michael Semanick, Christopher Boyes und Gary Summers für Mystic River Andy Nelson, Anna Behlmer und Tod A. Maitland für Seabiscuit – Mit dem Willen zum Erfolg  |
| 2004 | Lee Orloff, Elliott Koretz, Michael Minkler und Myron Nettinga                           | Collateral                                  | Tom Fleischman, Petur Hliddal, Philip Stockton und Eugene Gearty für Aviator Tony Dawe, Andy Nelson, Anna Behlmer und Martin Evans für Das Phantom der Oper Kevin O’Connell, Greg P. Russell, Jeffrey J. Haboush, Joseph Geisinger, Paul N. J. Ottosson und Susan Dudeck für Spider-Man 2 Joakim Sundström für Code 46 Jing Tao für House of Flying Daggers                                                                  |
| 2005 | Tom Myers, Christopher Scarabosio, Andy Nelson, Paul Brincat, Ben Burtt und Matthew Wood | Star Wars: Episode III – Die Rache der Sith | John Pritchett, Sergio Reyes, Robert Rodriguez, Paula Fairfield, William Jacobs und Carla Murray für Sin City Paul Pirola für Kung Fu Hustle Michael Barry, Martin Czembor, Ludovic Hénault und Robert Hein für The White Countess Rob Cavallo und Sally Boldt für Rent |
| 2006 | Willie D. Burton, Michael Minkler, Bob Beemer und Richard E. Yawn                        | Dreamgirls                                  | José Antonio García, Jon Taylor, Christian P. Minkler und Martín Hernández für Babel Anthony J. Ciccolini III, Kevin O’Connell und Greg P. Russell für The Da Vinci Code – Sakrileg Alan Robert Murray, Bub Asman, Walt Martin, John T. Reitz, David E. Campbell und Gregg Rudloff für Flags of Our Fathers Steve Maslow, Doug Hemphill, John A. Larsen und Rick Kline für X-Men: Der letzte Widerstand                      |
| 2007 | Karen Baker Landers, Kirk Francis, Per Hallberg, Scott Millan und David Parker           | Das Bourne Ultimatum                        | Mike Prestwood Smith, Mark Taylor und Glenn Freemantle für Der Goldene Kompass Nikolas Javelle und Jean-Paul Hurier für La vie en rose Christopher Boyes, Paul Massey, Lee Orloff und George Watters II für Pirates of the Caribbean – Am Ende der Welt Scott Hecker, Eric Norris, Chris Jenkins, Frank A. Montaño und Patrick Rousseau für 300 Tod A. Maitland, Skip Lievsay, Rick Kline und Jeremy Peirson für I Am Legend |
| 2008 | Richard King, Lora Hirschberg und Gary Rizzo                                             | The Dark Knight                             | Wayne Pashley, Andy Nelson und Anna Behlmer für Australia William R. Dean und David Husby für Der Tag, an dem die Erde stillstand Christopher Boyes für Iron Man Eddy Joseph, Mike Prestwood Smith, Mark Taylor, James Boyle und Martin Cantwell für James Bond 007: Ein Quantum Trost Ben Burtt und Matthew Wood für WALL·E – Der Letzte räumt die Erde auf                                                                 |
| 2009 | Paul N. J. Ottosson, Michael McGee, Rick Kline, Jeffrey J. Haboush und Michael Keller    | 2012                                        | Roger Savage und Steve Burgess für Red Cliff Joel Dougherty und Chuck Fitzpatrick für It Might Get Loud Jim Greenhorn und Margit Pfeiffer für Nine Cameron Frankley, Mark Ulano, Richard Van Dyke und Ron Bartlett für Terminator: Die Erlösung Ethan Van der Ryn, Erik Aadahl, Geoffrey Patterson, Gary Summers und Greg P. Russell für Transformers – Die Rache                                                            |

### 2010–2019
| Jahr | Preisträger                                                                   | Film                               | Nominierungen |
| 2010 | Mark P. Stoeckinger, Kevin O’Connell, Beau Borders und William B. Kaplan      | Unstoppable – Außer Kontrolle      | Philip Stockton, Eugene Gearty, Tom Fleischman und Petur Hliddal für Shutter Island Kami Asgar, Sean McCormack, David O. Daniel, Kevin O’Connell und Beau Borders für Secretariat – Ein Pferd wird zur Legende Martin Trevis, John Midgley, Simon Chase und Paul Cotterell für Nowhere Boy Glenn Freemantle, Steven C. Laneri, Douglas Cameron, Ian Tapp und Richard Pryke für 127 Hours Richard King, Ed Novick, Lora Hirschberg und Gary Rizzo für Inception Frank E. Eulner, Christopher Boyes und Lora Hirschberg für Iron Man 2 |
| 2011 | Dave Paterson, Lon Bender, Robert Eber, Robert Fernandez und Victor Ray Ennis | Drive                              | Adam Scrivener, James Mather, Mike Dowson, Stuart Hilliker und Stuart Wilson für Harry Potter und die Heiligtümer des Todes – Teil 2 Andy Nelson, Anna Behlmer, Ben Burtt, Mark Ulano und Matthew Wood für Super 8 Erik Aadahl, Ethan Van der Ryn, Gary Summers, Greg P. Russell und Jeffrey J. Haboush für Transformers 3 John Pritchett für The Tree of Life Andy Nelson, Gary Rydstrom, Richard Hymns, Stuart Wilson und Tom Johnson für Gefährten                                                                                |
| 2012 | Andy Nelson, John Warhurst, Lee Walpole und Simon Hayes                       | Les Misérables                     | Baard H. Ingebretsen und Tormod Ringnes für Kon-Tiki Drew Kunin, Eugene Gearty, Philip Stockton und Ron Bartlett für Life of Pi: Schiffbruch mit Tiger Dennis Leonard, Dennis S. Sands, Randy Thom und William B. Kaplan für Flight Doug Hemphill, Mark P. Stoeckinger, Ron Bartlett, Simon Hayes und Victor Ray Ennis für Prometheus – Dunkle Zeichen Andy Nelson, Chris Munro und Craig Henighan für Snow White and the Huntsman                                                                                                   |
| 2013 | Glenn Freemantle, Niv Adiri und Skip Lievsay                                  | Gravity                            | Brandon Proctor, Richard Hymns und Steve Boeddeker für All Is Lost Chris Burdon, Mark Taylor und Oliver Tarney für Captain Phillips Christopher Scarabosio, Craig Berkey, Dave Whitehead und David Husby für Elysium Igor Nikolic, Paul Urmson und Skip Lievsay für Inside Llewyn Davis Danny Hambrook, Frank Kruse und Markus Stemler für Rush – Alles für den Sieg |
| 2014 | Ben Wilkins, Craig Mann und Thomas Curley                                     | Whiplash                           | Ren Klyce und Steve Cantamessa für Gone Girl – Das perfekte Opfer Blake Leyh, John Casali, Michael Keller, Mike Prestwood Smith und Renee Tondelli für Into the Woods Craig Henighan, Ken Ishii und Skip Lievsay für Noah Anna Behlmer, Mark Holding, Tae-young Choi und Terry Porter für Snowpiercer Erik Aadahl, Ethan Van der Ryn, Greg P. Russell, Jeffrey J. Haboush, Peter J. Devlin und Scott Millan für Transformers: Ära des Untergangs                                                                                     |
| 2015 | Mac Ruth, Paul Massey, Mark Taylor und Oliver Tarney                          | Der Marsianer – Rettet Mark Watney | Michael Semanick, Tom Johnson, Doc Kane, Ren Klyce und Shannon Mills für Alles steht Kopf Christopher Boyes, Pete Horner, Kirk Francis, Al Nelson und Gwendolyn Yates Whittle für Jurassic World Ben Osmo, Chris Jenkins, Gregg Rudloff, Scott Hecker, Mark Mangini und David White für Mad Max: Fury Road John T. Reitz, Tom Ozanich, William Sarokin und Alan Robert Murray für Sicario Stuart Wilson, Scott Millan, Gregg Rudloff, Per Hallberg und Karen Baker Landers für James Bond 007: Spectre                               |
| 2016 | Peter Grace, Kevin O’Connell, Andy Wright und Robert Mackenzie                | Hacksaw Ridge – Die Entscheidung   | Gary Summers, Greg P. Russell, Jeffrey J. Haboush, Ethan Van der Ryn und Erik Aadahl für 13 Hours: The Secret Soldiers of Benghazi Randy Thom, Dennis S. Sands, Brandon Proctor und Bjørn Ole Schroeder für Allied – Vertraute Fremde Doug Hemphill und Ron Bartlett für Die irre Heldentour des Billy Lynn Christopher Boyes, Lora Hirschberg, Ron Judkins und Frank E. Eulner für The Jungle Book Andy Nelson, Ai-Ling Lee, Steven A. Morrow und Mildred Iatrou für La La Land                                                     |
| 2017 | Alex Gibson, Richard King, Gregg Landaker, Gary A. Rizzo und Mark Weingarten  | Dunkirk                            | Ron Bartlett, Doug Hemphill, Mark A. Mangini und Mac Ruth für Blade Runner 2049 Chris Duesterdiek, Andy Nelson, Will Files und Douglas Murray für Planet der Affen: Survival N.N. für Coco – Lebendiger als das Leben! N.N. für Die dunkelste Stunde N.N. für Logan – The Wolverine |
| 2018 | Erik Aadahl, Ethan Van der Ryn, Michael Barosky und Brandon Proctor           | A Quiet Place                      | Mary H. Ellis, Mildred Iatrou, Ai-Ling Lee, Frank A. Montaño und Jon Taylor für Aufbruch zum Mond Benjamin A. Burtt, Steve Boeddeker, Peter J. Devlin und Brandon Proctor für Black Panther Sergio Díaz, Skip Lievsay, Craig Henighan und José Antonio García für Roma Steven A. Morrow, Alan Robert Murray, Jason Ruder, Tom Ozanich und Dean A. Zupancic für A Star Is Born N.N. für Mary Poppins’ Rückkehr |
| 2019 | David Giammarco, Paul Massey, Steven A. Morrow und Donald Sylvester           | Le Mans 66 – Gegen jede Chance     | Scott Millan, Oliver Tarney, Mark Taylor und Stuart Wilson für 1917 Tom Johnson, Daniel Laurie, Shannon Mills, Juan Peralta und John Pritchett für Avengers: Endgame Alan Robert Murray, Tom Ozanich und Dean A. Zupancic für Joker Michael Minkler, Christian P. Minkler, Wylie Stateman und Mark Ulano für Once Upon a Time in Hollywood Matthew Collinge und John Hayes für Rocketman |

### Ab 2020
| Jahr | Preisträger                                                                                                 | Film                     | Nominierungen |
| 2020 | Jaime Baksht, Nicolas Becker, Phillip Bladh, Carlos Cortés, Michelle Couttolenc und Carolina Santana        | Sound of Metal           | Ren Klyce, Drew Kunin, Jeremy Molod, Nathan Nance und David Parker für Mank Todd Beckett, Danny Hambrook, Dan Hiland, Bjorn Ole Schroeder und Randy Thom für The Midnight Sky Sergio Díaz, Zach Seivers und M. Wolf Snyder für Nomadland David Giammarco, Gary Megregian, Steven A. Morrow und Mark Paterson für The Prom Willie D. Burton, Richard King, Kevin O’Connell und Gary Rizzo für Tenet                                                                     |
| 2021 | Paul Hsu und Tod A. Maitland                                                                                | Tick, Tick… Boom!        | Niv Adiri, Simon Chase, James Mather und Denise Yarde für Belfast Ron Bartlett, Theo Green, Doug Hemphill, Mark A. Mangini und Mac Ruth für Dune Ron Bartlett, Clint Bennett, Doug Hemphill, Richard King und Anthony Ortiz für The Harder They Fall Daniel Birch, Stéphane Bucher, David Giammarco, Paul Massey, William Miller und Oliver Tarney für The Last Duel Richard Flynn, Leah Katz, Robert Mackenzie, Tara Webb und Dave Whitehead für The Power of the Dog |
| 2022 | Christopher Boyes, Gwendolyn Yates Whittle, Dick Bernstein, Gary Summers, Michael Hedges und Julian Howarth | Avatar: The Way of Water | Steve Morrow, Ai-Ling Lee, Mildred Iatrou Morgan und Andy Nelson für Babylon – Rausch der Ekstase David Lee, Wayne Pashley, Andy Nelson und Michael Keller für Elvis Raghunath Kemisetty, Boloy Kumar Doloi und Rahul Karpe für RRR Al Nelson, James Mather, Mark Weingarten und Bjorn Schroeder für Top Gun: Maverick Becky Sullivan, Kevin O’Connell, Tony Lamberti und Derek Mansvelt für The Woman King                                                            |
| 2023 | Richard King, Steven A. Morrow, Tom Ozanich, Jason Ruder und Dean A. Zupancic                               | Maestro                  | Tristan Baylis, Ryan Collison, Tom Paul, Matt Snedecor und William Tzouris für American Symphony Tony Lamberti, Andy Nelson, Lee Orloff und Bernard Weiser für Ferrari Tod A. Maitland, John Pritchett, Philip Stockton und Mark Ulano für Killers of the Flower Moon James Harrison, Paul Massey, William Miller, Oliver Tarney und Rachael Tate für Napoleon Willie D. Burton, Richard King, Kevin O’Connell und Gary A. Rizzo für Oppenheimer                       |
| 2024 | Jack Dolman, Simon Hayes, John Marquis, Andy Nelson und Nancy Nugent Title                                  | Wicked                   | Ron Bartlett, Doug Hemphill, Gareth John und Richard King für Dune: Part Two Hortense Bailly, Aymeric Devoldère, Cyril Holtz und Carolina Santana für Emilia Pérez Stéphane Bucher, Matthew Collinge, Paul Massey und Danny Sheehan für Gladiator II Ted Caplan, David Giammarco, Tod Maitland, Paul Massey und Donald Sylvester für Like A Complete Unknown Christopher Boyes, Pete Horner, Al Nelson und Bjørn Ole Schroeder für Twisters                            |